# Denis Ciobotariu
Denis Ciobotariu (n. 10 iunie 1998, București, România) este un fotbalist român, care joacă pe post de fundaș central la Rapid în SuperLiga României. Pe plan internațional, are prezențe la națională pentru România Sub-19, România Sub-21 și România. Acesta este un produs al academiei Dinamo București.

## Viața personală
Este fiul fostului fotbalist român internațional și antrenor de fotbal Liviu Ciobotariu. 